# Kings of Metal
Albums de Manowar
Fighting the World
(1987) The Triumph of Steel
(1992)
Kings of Metal est le 6e album du groupe de heavy metal Manowar sorti  le 18 novembre 1988. Une version réenregistrée est disponible depuis le 28 février 2014.

## Liste des titres
Toutes les chansons sont écrites et composées par Joey DeMaio, sauf Kings of Metal et Hail and Kill, par DeMaio et Ross the Boss..
| No  | Titre                                                                                                  | Durée |
| --- | --- | ----- |
| 1.  | Wheels of Fire                                                                                         | 4:10  |
| 2.  | Kings of Metal                                                                                         | 3:45  |
| 3.  | Heart of Steel                                                                                         | 5:10  |
| 4.  | Sting of the Bumblebee (Nikolaï Rimski-Korsakov adaptée by DeMaio, paroles transcrites par Bob Piorun) | 2:49  |
| 5.  | The Crown and the Ring (Lament of the Kings)                                                           | 4:50  |
| 6.  | Kingdom Come                                                                                           | 3:56  |
| 7.  | Pleasure Slave (version CD uniquement)                                                                 | 5:38  |
| 8.  | Hail and Kill                                                                                          | 5:58  |
| 9.  | The Warrior's Prayer                                                                                   | 4:20  |
| 10. | Blood of the Kings                                                                                     | 7:29  |

Le titre Pleasure Slave figure uniquement sur les versions européennes, américaines et japonaises mais n'est pas présent dans les versions asiatiques.

## Composition du groupe

### Version originale
- Eric Adams - Chant
- Ross the Boss - Guitare
- Joey DeMaio - Basse
- Scott Columbus - Batterie

### Version réenregistrée
- Eric Adams - Chant
- Karl Logan - Guitare
- Joey DeMaio - Basse
- Donny Hamzik - Batterie